# 韓億

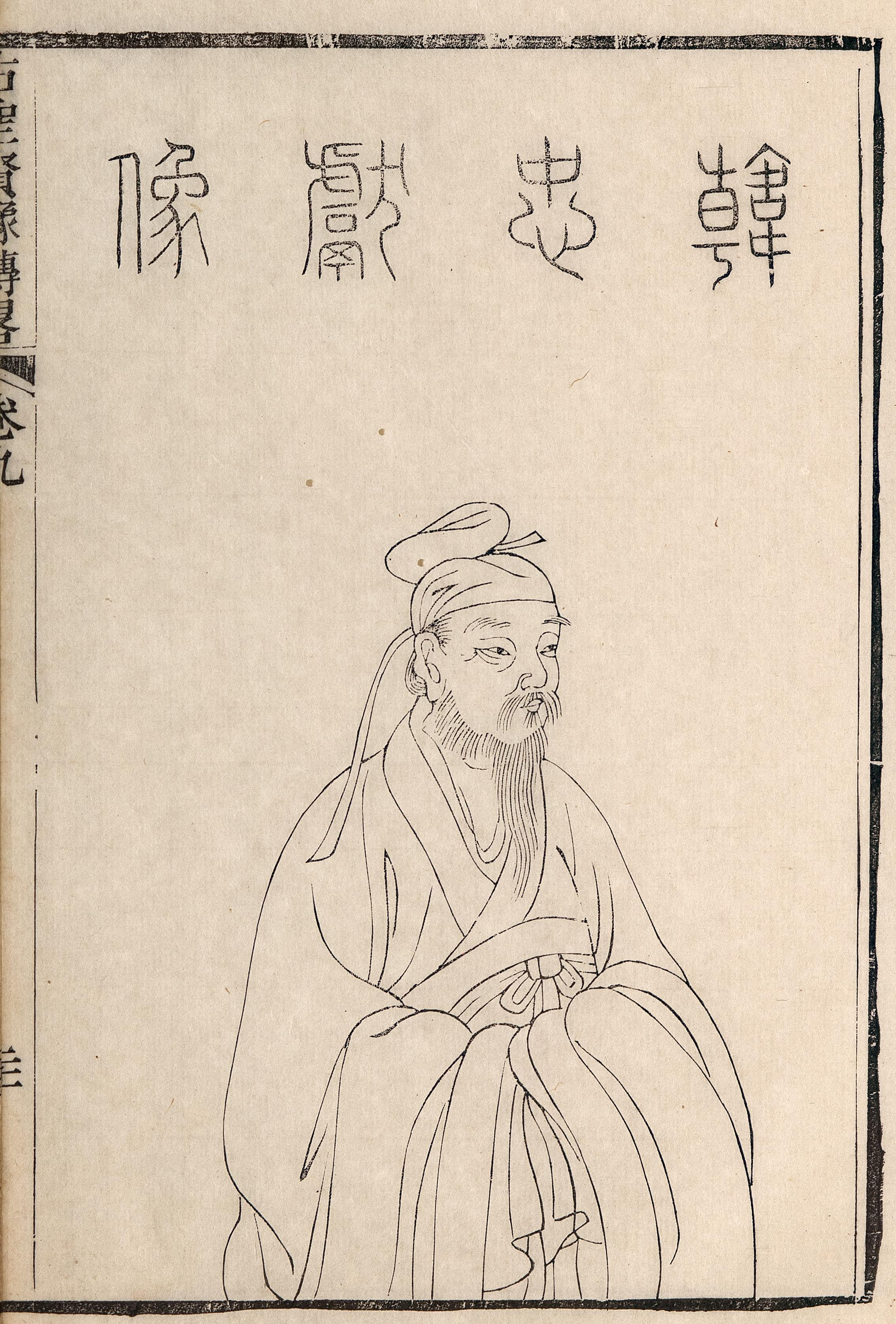
古聖賢像傳略 韓億

韓億（972年—1044年），字宗魏，開封雍丘（今河南杞縣）人。
宋真宗咸平五年（1002年）登進士，宰相王旦纳为婿。以善斷疑案著稱，其他縣邑有懸案，皇甫選讓韓億斷決，歷任大理寺丞、參知政事（副宰相）等職。宋仁宗時累官尚書左丞，知亳州。庆历三年辛酉(六月)，以资政殿学士尚书左丞，太子少傅致仕。回京師。隔年秋，終老故居。有八子，治家嚴飭，韓絳和韓縝官至宰相。

## 家庭
父
- 韓保樞[5]

妻
- 正妻蒲氏，封安定郡太君
- 繼妻王氏，王旦長女，追封太原郡太君

子
- 長子 韓綱，前任水部員外郎
- 次子 韓綜，太常博士，集賢校理
- 三子 韓絳，宋神宗時期，接任王安石罷相後的丞相職務
- 四子 韓繹，太常寺太祝
- 五子 韓維，太常寺太祝
- 六子 韓縝，太常寺太祝
- 七子 韓緯，大理評事緬，太常寺太祝
- 八子 韓<糹丐>

女
- 長女，適李淑，端明殿學士，翰林侍讀學士，給事中
- 次女，早卒
- 三女，適宰相王旦女婿蘇耆孫，蘇易簡子蘇舜賓，大理評事
- 四女，適王整
- 五女，六女，韓億死亡時尚幼。

孫子
- 韓宗道（1027年 - 1097年），字持正，韓綜子
- 韓宗師，字傳道，韓绛子
- 韓宗古，韓绛子
- 韓宗厚（1042年 - 1098年），字敦夫，韓绛子
- 韓氏，韓绛女，適范紳

## 延伸阅读
[在维基数据编辑]
 《宋史·卷315》，出自脱脱《宋史》